# Аљонка (чоколада)
Аљонка (рус. Алёнка) је позната млечна чоколада московске фабрике кондитора Црвени Октобар.

## Историја
Чоколада Аљонка се производи од 1965. Као логотип носи упечатљив лик бебе са марамом. Логотип је настао према фотографији Александра Михајловича Геринаса, који је тада фотографисао своју осмомесечну бебу Лену. Фотографија се први пут појавила у магазину Совјетска фотографија (рус. Советское фото).